# Cirsium oligophyllum
Cirsium oligophyllum là một loài thực vật có hoa trong họ Cúc. Loài này được (Franch. & Sav.) Matsum. mô tả khoa học đầu tiên năm 1895.